# Sun Yang
Sun Yang (chinês tradicional: 孫楊, chinês simplificado: 孙杨, pinyin: Sūn Yáng; Hangzhou, 1 de dezembro de 1991) é um nadador chinês especialista no nado livre.

## Carreira
Participou nos Jogos Olímpicos de Pequim 2008, Londres 2012 e Rio de Janeiro 2016. Ao vencer a prova dos 400 m livre, em Londres, tornou-se o primeiro chinês a ganhar uma medalha de ouro em Jogos Olímpicos na natação entre os homens.
Em 2014, Sun testou positivo numa análise antidoping em maio e foi banido por três meses. A suspensão foi imposta em julho após um teste positivo ao estimulante trimetazidina.
Em 2020, o Tribunal Arbitral do Esporte, por votação unânime, o puniu com suspensão de oito anos do esporte após ser pego no doping.